# Větrný mlýn (Horní Životice)
Větrný mlýn v Horních Životicích byl postaven v roce 1840 a je kulturní památkou České republiky.

## Historie
Větrný mlýn byl postaven v roce 1840. V provozu byl do roku 1945. Mlýn se nachází na soukromém pozemku v části bývalé osady Františkov (Franzberg) v Horních Životicích v okrese Bruntál v nadmořské výšce 568 m.

## Popis
Větrný mlýn německého typu, dřevěná rámová konstrukce pokryta bedněným pláštěm stojí na čtvercovém půdorysu. Je dvoupatrový se vstupní pavláčkou do šalandy. Sedlová střecha na přední straně zvalbená je kryta dřevěným šindelem. V interiéru se dochovalo mlecí složení bez násypného koše. V roce 2001 byly provedeny opravy podlah a šindelové střechy.
| půdorys [m] | výška [m] | hlavní hřídel | hlavní hřídel | mlýnskýkámen | mlýnskýkámen | zdroj |
| ----------- | --------- | ------------- | ------------- | ------------ | ------------ | ----- |
| půdorys [m] | výška [m] | délka [m]     | průměr [cm]   | průměr [cm]  | průměr [cm]  | [ 4 ] |
| 6,2 x 5,9   | 12        | 5,4           | 53            | 125          | 90           | [ 4 ] |